# Gastrozona montana
Gastrozona montana är en tvåvingeart som beskrevs av Mario Bezzi 1913. Gastrozona montana ingår i släktet Gastrozona och familjen borrflugor. Inga underarter finns listade i Catalogue of Life.